# Ажирныхва
Ажирныхва, Ажьырныхуа (абх. Ажьырныҳәа) или День сотворения мира — праздник, который отмечают в Абхазии в честь наступления «абхазского Нового года» в ночь с 13 на 14 января. Это один из главных традиционных абхазских праздников, берущий своё начало в языческом прошлом страны и сохранившийся до нынешних времён. Так же называется культ кузнечного ремесла, которому посвящён этот праздник. Ажьырныхуа часто путается со Старым Новым годом, хотя не имеет к нему никакого отношения, кроме как совпадает по дате празднования, поскольку это, праздник сотворения (обновления) мира и моления кузницы по абхазским традициям.
Ажирныхва входит в число государственных праздников Республики Абхазии и с 1994 года является нерабочим днём. В честь него назван месяц январь в традиционном абхазском календаре (абх. ажьырныҳəамза).

## Религиозное значение
Абхазия в период освоения обработки железа являлась одной из древнейших территорий с развитым металлургическим производством в Закавказье. Для этого имелись необходимые условия: неглубоко залегающие рудные месторождения, запасы древесного топлива твёрдых пород, благоприятные природные условия. В процессе развития металлоделательного производства у древних абхазов зародился сакральный культ железа и кузнечного ремесла. Археологические находки свидетельствуют о том, что в эпоху бронзы железо высоко ценилось и считалось священным, на что указывают инкрустированные железом культовые бронзовые топоры. Кузнечное ремесло считалось очень престижным занятием; кузнецы выполняли также жреческие функции, а кузница считалась священным местом. Кузня, называющаяся ажьира или ажьыра, располагалась на территории усадьбы, в отдалении от дома, в специально огороженном месте, которое изначально почиталось священным — под большим деревом, валуном или скалой. Священными считались также кузнечные инструменты. Они неприкосновенны и передаются из поколения в поколение.
После образования пантеона абхазских богов появился бог железа и кузнечного ремесла — Шашвы (абх. Шьашәы), уступающий по важности только верховному богу Анцва. Культ Ажирныхва и праздник связаны с поклонением Шашвы. Считается, что обитающая в кузне аныха (святилище) порой бывает могущественнее даже христианского Бога, которому поклоняются многие абхазы.
Современные кузни абхазских семейств не используются по прямому назначению, а только выполняют ритуальную функцию в обряде; традиционные атрибуты, такие как горн и меха, обычно отсутствуют. Ныне ритуал моления связывается не столько с культом Шашвы, сколько с испрашиванием благополучия для семьи в новом году, поэтому именно в этот день в родительском доме вся семья собирается, готовится жертвенная пища и совершается ритуал ежегодного моления. Кузни-святилища относятся к одним из самых архаичных культовых сооружений. Праздник связан также с культом луны: обряд моления должен быть проведён при свете луны.

### Культ железа в нартском эпосе
Во многих сказаниях нартского эпоса присутствует культ железа, очень широко представлены орудия труда и изделия из железа. По легенде, кузнец нартов Айнар-жьи вырубает из камня прообраз главного героя эпоса абхазов — Сасрыквы, а затем, закаляя его в священном огне кузни, дарует ему неуязвимость. Айнар-жьи также возвращает жизнь пострадавшим в сражениях нартам, скрепляя их раскроенные черепа железными обручами.

## Распространение
Сегодня Ажирныхва проводится лишь несколькими семействами. Как и другие традиционные праздники, связанные с обрядами моления, этот праздник в большей степени сохранился в западной Абхазии, потому что на востоке кузнечное дело исторически имело меньшее значение, и обряды моления запада не исчезли во время советского периода. У бзыпских абхазов, проживающих в западной части страны, его празднуют в том числе и те, кто не придаёт культу Ажирныхва религиозного значения. Для современных абхазов, особенно для молодых, Ажирныхва обычно не имеет религиозного смысла и считается в первую очередь всеобщим семейным праздником. Обычно жители сельской местности относятся к празднику более серьёзно, чем городские.
Название праздника «Ажирныхва» (абх. Ажьырныҳәа) переводится с абхазского как «моление кузни» (от ажьыра «кузня» и аныҳәара «моление»). На западе Абхазии его называют также Хачхама или Хечхуама (абх. Хьачхәама). Этимологическое происхождение этого названия неизвестно. Историк Николоз Джанашия считал, что название «Хечхуама» имеет мегрельские корни.

## Празднование
Праздник «абхазского Нового года», совпадающий с празднованием Старого Нового года, начинают отмечать в ночь с 13 на 14 января, и длится он в течение трёхдневного периода, который называется «Каланда». Это понятие восходит к позднеантичным календам — так в Римской империи назывались первые дни каждого месяца. Считается, что в Каланду нельзя ругаться с другими людьми и заниматься сельскохозяйственными работами. Дата празднования может сдвигаться на несколько дней вперёд таким образом, чтобы праздник не совпадал с «запретным днём» (абх. амшӷьарс) — священным для фамильного союза днём, во время которого запрещено работать.
Существуют специальные традиции празднования Ажирныхва, связанные с родовой кузней. Обычно такие обряды проводят только те семейства или близкородственные фамильные союзы, у которых есть такая родовая кузня. Детали обряда могут значительно различаться даже в пределах одного населённого пункта. В течение последних ста лет ритуал несколько упростился в связи с тем, что в современной абхазской культуре утеряна сакральность кузнечного дела. В семьях, где кузни нет, или в городах праздник могут отмечать более простыми обрядами.

### Обряд
Семья начинает готовиться к празднованию за несколько дней: в доме и во дворе проводят уборку, члены семейства моются в канун празднования, чтобы войти в новый год «очищенными». В обряде принимают участие только члены семьи. Предполагается, что замужние женщины празднуют Ажирныхва с семьёй мужа; им разрешается присоединиться к празднованию у родителей, только если семья мужа не проводит своего обряда. Главным участником обряда Ажирныхва является молельщик (абх. аныҳəаҩ), который считается «главой семьи»; обычно эту функцию выполняет старший мужчина в семье. Статус молельщика не утрачивается после проведения одного праздника: эту роль передают от одного человека к другому по наследству специальными обрядами.
По традиции вечером 13 января молельщик проводит обряд жертвоприношения. Обычно в жертву приносится охолощенный козёл, предназначающийся мужской части семейства, а петухи или другая птица — женской части. Бывает также, что петухи предназначены мужчинам, а куры — женщинам, или наоборот. Петухов и кур приносят в жертву по количеству мужчин и женщин в семье. В разных семьях в зависимости от традиции предков может быть принято приносить козла в жертву раз в несколько лет или каждый год. Обряд начинается после захода солнца. Представители рода — мужчины и незамужние женщины — с зажжёнными свечами идут в ритуальную кузню, где встают вокруг наковальни и снимают головные уборы. Молельщик встаёт лицом по направлению к востоку, где, как считается, обитает Шашвы, и, обращаясь к нему, произносит основную молитву, после чего молится за каждого члена семьи. Затем он закалывает козла специальным ножом, перерезая горло, пищевод и яремные вены, чтобы животное умерло быстро.
В это время женщины занимаются приготовлением пищи. Помимо мяса птицы, для обряда выпекаются специальные лепёшки с сыром. Лепёшек в форме полумесяца (абх. акəакəар) должно быть две: одна — молельщику, другая — остальным. Круглые лепёшки (абх. ачахəажəа, ачашә) готовятся по одной на каждого члена семьи. После этого семья приносит жертвенную пищу обратно в кузню. Молельщик, так же обращаясь лицом на восток, произносит молитву ещё раз. Во время молитвы он держит в левой руке ветку фундука с нанизанными на неё сердцем и печенью жертвенного козла, а в правой — стакан красного вина. Затем все члены семьи по старшинству произносят молитву, пробуют печень и сердце и пьют вино. После этого молельщик, держа в руках свою лепёшку в форме полумесяца, произносит дополнительную молитву, посвящённую его статусу жреца — посредника между семьёй и богом. В этом сугубо дохристианском обряде просматриваются следы христианского влияния: во время обряда все находящиеся в кузне держат зажжённые свечи, оставаясь внутри до тех пор, пока они не погаснут. В западной Абхазии принято зажигать семь дополнительных свечей, которые символизируют семь абхазских святилищ, которым покровительствует Шашвы.
После моления все члены семьи собираются в доме, где начинается застолье. От участников требуется соблюдение правил традиционного этикета, который регулирует в том числе омовение рук перед едой и порядок занятия мест за столом. Женщины и дети едят отдельно от мужчин. Помимо ритуальных мяса жертвенных животных, птицы и лепёшек, на праздничном столе может стоять абыста, сладости, а также алкогольные напитки: вино, чача. Иногда в дом заводят священное животное (абх. аӡатә), например корову, угощая её праздничной едой. Застолье может идти до глубокой ночи. В полночь молельщик или другие члены семьи могут стрелять в небо: это не только символизирует радость от наступления нового года, но и, как считается, отпугивает злых духов.
Наутро молельщик собирает ветки фундука и плюща и вешает их у входных дверей дома и хозяйственных построек. Считается, что таким образом он приносит семье благополучие: орех фундук символизирует процветание и плодовитость рода, а плющ — символ долголетия. У некоторых семей, в том числе в городах, принято украшать такими ветками помещения. После этого молельщик будит всех членов семьи; считается плохой приметой вставать с постели до завершения этого обряда. В этот день обычно проводится ещё одно застолье; соседи ходят друг к другу в гости, дети получают подарки в виде сладостей.